# Düllstadt
Düllstadt ist ein Ortsteil des Marktes Schwarzach am Main im unterfränkischen Landkreis Kitzingen in Bayern. Düllstadt war bis zum Zusammenschluss mit fünf weiteren Orten in den 1970er Jahren eine selbstständige Gemeinde. Die Entstehung des Dorfes ist eng mit dem nahen Kloster Münsterschwarzach verbunden, das in Düllstadt eine Schafzucht unterhielt. Die Verbindungen zum Kloster wurden erst mit dem Übergang nach Bayern zu Beginn des 19. Jahrhunderts zerstört.
Heute ist Düllstadt der kleinste der Schwarzacher Ortsteile und liegt, anders als die anderen Dörfer, nicht ausschließlich im Schwarzacher Becken. Das Dorf war lange Zeit von der Landwirtschaft geprägt, die heute nur noch eine sehr untergeordnete Rolle spielt. Entlang der Bundesstraße 22, die die Ortsdurchfahrt bildet, haben sich noch einige Baulichkeiten aus der Vergangenheit des Dorfes erhalten. Besonders bemerkenswert ist die Filialkirche St. Michael.

## Geografische Lage

### Geografie und naturräumliche Lage
Düllstadt liegt im Osten des Schwarzacher Gemeindegebietes. Im Norden beginnt in einiger Entfernung das Stadtgebiet von Volkach, die Gemarkung von Dimbach liegt Düllstadt am nächsten. Weiter nordöstlich liegt Reupelsdorf, das heute Gemeindeteil von Wiesentheid ist, der gesamte Osten wird vom Michelheidewald in Reupelsdorfer Gemarkung eingenommen. Im Südosten ist Kleinlangheim-Atzhausen zu finden. Ohne direkte Straßenverbindung ist dagegen das im Süden gelegene Haidt, das ebenfalls zu Kleinlangheim gehört. Im Westen erstrecken sich Stadtschwarzach und die anderen Schwarzacher Ortsteile Münsterschwarzach und Gerlachshausen, mit denen Düllstadt fast zusammengewachsen ist.
Nächstgelegene größere Städte sind Volkach mit einer Distanz von etwa sieben Kilometern und Kitzingen, das ungefähr zehn Kilometer entfernt ist. Die nächste Großstadt ist das etwa 23 Kilometer entfernte Würzburg.
Naturräumlich liegt Düllstadt am Rande der sogenannten Schwarzacher Talweitung (auch Schwarzacher Becken). Der Abschnitt des Mittleren Maintals zeichnet sich durch seine direkt an den Main anschließenden flachen Abschnitte aus. Hier münden drei Bäche mit ursprünglich nahezu gleicher Schüttung im Abstand von nur etwa 250 m in den Main, die flache Schwemmfächer vor sich her schieben. Die Talweitung ist auch wegen ihrer fruchtbaren Böden dicht besiedelt. Die östlichen und südlichen Teile der Gemarkung besitzen eine andere Bodenzusammensetzung und sind Teil des ausgedehnten Albertshofener Flugsandgebiets im Steigerwaldvorland.
Der Ortsteil liegt in der Maingauklimazone, die zu den trockensten und wärmsten Klimazonen in Deutschland zählt. Das erklärt auch den Weinbau in der Umgebung von Düllstadt. Geologisch überwiegen auf der Ostseite des Maines bereits Keupergesteine, die bereits typisch für das Steigerwaldvorland und seine Naturräume sind. Flugsand ist dagegen besonders häufig im Süden der Gemarkung zu finden, die bereits in Richtung Steigerwald ansteigt.
Hydrologisch wird Düllstadt vom Main dominiert, wenn die Siedlung auch keinen eigenen Zugang zum Fluss besitzt. Der Main fließt im Westen in etwa 2,5 Kilometern Entfernung vorbei. Besonders bedeutsam für das Dorf ist der Mainzufluss Castellbach, der von Südwesten kommend durch Düllstadt fließt und sich hier verzweigt, um einen unbenannten Mühlbach zu bilden. Inmitten des Ortes entspringt der Silberbach. Die Schwarzach spielt für die nördliche Gemarkung eine Rolle. Sie vereint sich hier mit dem Seeflußgraben, der von Eichfeld kommend in ihr mündet. Der Wenzelbach durchfließt den äußersten Süden der Gemarkung.

### Dorfgliederung
Die Düllstadter Gemarkung nimmt eine Fläche von 5,1 km² ein. Zentral liegt hierin die bebaute Fläche mit dem vom Castellbach zweigeteilten Straßendorf, das von der heutigen Bundesstraße 22 durchquert wird. Der jüngere Dorfteil liegt im Nordosten und wird von der Kirche, der alten Schule und dem Rathaus beherrscht, die alle nördlich der Hauptstraße angesiedelt wurden. Älter ist der südwestliche Teil, wo der ortsbildprägende Gutshof steht, der auf die Herrschaft der Münsterschwarzacher Mönche verweist. Südlich vom Hof wurde 1804 der Friedhof angelegt.
Neubaugebiete umgeben insbesondere den Gutshof. Zunächst siedelten die Menschen ab den 1970er Jahren entlang der vom Kernort abzweigenden Atzhäuser Straße, in etwa 700 Metern Entfernung zur Kirche. Hier siedelte sich auch eine Großgärtnerei an, die heute als einzige industriell genutzte Fläche die Verbindung zwischen dem Kernort und den Häusern an der Atzhäuser Straße bildet. 1972 erschloss man südlich des Gutshofes mit dem Baugebiet Koppelwasen neue Flächen, die direkt an den Altort angrenzen. Im Jahr 1995 erweiterte man dieses Areal um den Ahornring.
Die große Gemarkung wird von unterschiedlichen Landschaften geprägt. Eine schmale Waldfläche, der sogenannte Tannenwald, zieht sich entlang des Castellbachs bis fast ins Dorf. Wald ist mit dem Axbach-Forst auch im Norden der Kirche zu finden. Drei Baggerseen rahmen die Neubaugebiete entlang der Atzhäuser Straße ein, ganz im Süden erstreckt sich ein großer Solarpark. Älter ist dagegen die sogenannte Wasenmeisterei am Seeflußgraben, die sich ganz im Norden der Gemarkung am Rande des Reupelsdorfer Waldes befindet und ebenfalls von mehreren Seen umgeben ist. Hier ragt auch das als Landschaftsschutzgebiet eingetragene Staatswaldrevier Reupelsdorf in die Gemarkung. Mehrere als Naturdenkmal eingetragene Bäume befinden sich nahe der Kirche. Bedeutend ist insbesondere die sogenannte Ludwigslinde vor dem ehemaligen Rathaus.

## Geschichte

### Vor- und Frühgeschichte
Das Schwarzacher Becken besitzt eine lange Siedlungsgeschichte, die bereits bis in das Paläolithikum reicht. Vor 4000 Jahren siedelten Schnurkeramiker der Jungsteinzeit in der Umgebung von Schwarzenau. Die Urnenfelderzeit ist mit mehreren Funden um Hörblach vertreten. Gleichzeitig wurde auch das Areal um Düllstadt von Menschen erschlossen. 1969 wurde ein Kegelhalsgefäß in der Umgebung der heutigen Siedlung entdeckt, das die verbrannten Überreste eines jungen Mannes enthielt.
Aus der älteren Eisenzeit haben sich wiederum um Schwarzenau Trennwandschalen der Hallstattmenschen aus der Zeit zwischen 800 und 500 vor Christus erhalten, die heute im Museum für Franken zu sehen sind. Ihre Grabbeigaben waren noch aus Bronze geschaffen. Um Gerlachshausen wurden Gräber der La-Tène-Zeit identifiziert. Der keltische Stamm der Bojer errichtete um die Zeitenwende herum in Schwarzenau eine dauerhafte Siedlung. Zugleich konnten auch auf der anderen Mainseite keltische Funde gemacht werden.
Anschließend war das Becken von Alemannen besiedelt, die bis um 260 nach Christus verschwanden. Sie machten den Burgunden Platz, die bis ins 4. Jahrhundert zwischen Main und Schwarzach siedelten. Diese germanischen Stammesverbände etablierten auch den Namen Schwarzach für das Fließgewässer im Zentrum der Talweitung. Ab dem 6. Jahrhundert begannen fränkische Stämme von Westen kommend in das Gebiet vorzustoßen und verdrängten die etablierte Bevölkerung langsam.
Zur Zeit der fränkischen Merowinger im 6. Jahrhundert wurde wohl auch Düllstadt endgültig dauerhaft besiedelt. Hierauf weist ein heute als Bodendenkmal geführtes Areal südlich der Michaelskirche hin. Die Franken brachten das Christentum an den Main mit und etablierten erste Verwaltungsgrenzen, die sogenannten Gaue. Das spätere Düllstadt lag südlich des Schwarzachbachs und war damit Teil des Iffgaus.

### Mittelalter
Über die erste Erwähnung von Düllstadt herrscht Uneinigkeit in der Literatur. Eventuell ist das Dorf bereits im Jahr 815/816 in einer Urkunde zu finden. So soll der Ort zum Ausstattungsgut des im Steigerwald gegründeten Klosters Megingaudshausen gehört haben, das eine Art Vorgängerinstitution der Abtei in Münsterschwarzach war. Allerdings ist diese Erstnennung als Ulgestat, das in einer späteren Abschrift um das Wort Dülstat ergänzt wurde, umstritten und wird in der Klosterforschung inzwischen angezweifelt. Die örtlichen Traditionen verweisen allerdings immer noch auf diese sehr frühe Erwähnung.
Gesichert ist dagegen eine Nennung von „Tullstatt“ in einer Bestätigungsurkunde des Jahres 918. Am 21. April 918 bestätigte König Konrad I. in Frankfurt am Main mehrere Orte, die Bischof Dracholf von Freising, der zugleich auch Kommendatarabt von Schwarzach war, an sein Kloster übergeben hatte. Über Düllstadt, Stadelschwarzach und Wiesentheid heißt es, dass diese Orte „ad victum et restitutum ipsorum fratrum pertinent (…)“ (lat. zum Lebensunterhalt und zur Kleidung dieser Mönche dienen).
Düllstadt war also bereits bei seiner ersten Nennung eng mit dem benachbarten Kloster verbunden. Neuerlich tauchte es im Jahr 1023 in den Schriftquellen auf, als Kaiser Heinrich II. dem Hochstift Würzburg seinen Wildbann im Steigerwald zuerkannte. Wahrscheinlich bestand der Ort zu diesem Zeitpunkt aus wenigen Häusern, die sich um einen Schafhof gruppierten, der dem Kloster Münsterschwarzach zugeordnet war. Über die herrschaftliche Zugehörigkeit in der Frühzeit schweigen die Quellen.
Zu Beginn des 13. Jahrhunderts verlor Düllstadt einen großen Teil seiner Gemarkungsfläche, weil diese der neugegründeten Stadt Schwarzach zugeordnet wurde. Um 1266 war der kleine Ort Teil des ausgedehnten Vogteibesitzes der Grafen zu Castell, die sich eine Herrschaftsbasis zwischen Main und Steigerwald aufzubauen versuchten. Sie hatten die Vogtei allerdings von den mächtigeren Fürstbischöfen von Würzburg zu Lehen erhalten und durften sie nur mit ihrer Zustimmung veräußern.
Dies geschah im Jahr 1306, als das Kloster Münsterschwarzach als eigenständiger Machtfaktor im Schwarzacher Becken aufzutreten begann. Mehrere Vogteien über Orte um die Abtei, darunter Düllstadt, gelangten durch Bischof Andreas an das Kloster, das zum Grundherren über diese Dörfer aufsteigen sollte. Zugleich begann auch die gerichtliche Einbindung des Dorfes in die Strukturen des Klosterbesitzes, so mussten die Düllstadter in Mittelalter und Früher Neuzeit das Kreuzganggericht in Münsterschwarzach aufsuchen.
Ähnlich wie im benachbarten Stadtschwarzach wurde auch Düllstadt im Jahr 1461 in die Auseinandersetzungen zwischen dem Hochstift Würzburg und dem Markgrafen von Ansbach Albrecht Achilles im Ersten Markgrafenkrieg hineingezogen. Der Vogt der markgräflichen Stadt Kitzingen, Georg von Gebsattel, zog mit seinen Truppen nach Stadtschwarzach und setzte das ungeschütztere Düllstadt in Brand. Über den Wiederaufbau des Ortes schweigen die Quellen.

### Frühe Neuzeit
Besetzungen und Plünderungen prägten auch im 16. Jahrhundert die Düllstadter Dorfgeschichte. Der für die Wirtschaft des Klosters so wichtige Schafhof im Zentrum der Ortschaft wurde immer wieder in Mitleidenschaft gezogen. So raubte am 26. Juli 1546 im Schmalkaldischen Krieg Johann Friedrich I. von Sachsen mit seinen Truppen das Dorf aus und ließ 750 Schafe und Schweine wegführen. In der Folgezeit konnten die Düllstadter den Getreidezehnt an das Kloster nicht mehr bezahlen.
Wenige Jahre später wurde das Dorf erneut belastet. Im Zweiten Markgrafenkrieg des Albrecht Alcibiades wurden die Klosterdörfer bedrängt. Obwohl vor allem Sommerach 1553 durch Einquartierungen in Mitleidenschaft gezogen wurde, wurde Düllstadt mit immerhin 500 Gulden an Kontributionen beschwert. Ein Jahr später fand in unmittelbarer Umgebung des Dorfes die Schlacht bei Stadtschwarzach statt, die eines der Rückzugsgefechte des Markgrafen darstellte.
Schlimmer traf es Düllstadt im Dreißigjährigen Krieg. Durch ständige Angriffe und Durchzüge der verfeindeten Truppen wurde der Ort mehr und mehr zur Wüstung. Der Klosterchronist Burkard Bausch schrieb über Düllstadt: „Da alle Einwohner bis auf den letzten Mann ihre Heimat verlassen haben, sind hier Füchse, Hasen usw. heimisch, die furchtlos in den menschenleeren Häusern ihre Schlupfwinkel einrichten.“ Am Ende des Krieges existierte das Dorf Düllstadt nicht mehr.
Nach dem Westfälischen Frieden und dem Ende der Kampfhandlungen 1648 bemühte man sich in Münsterschwarzach um die Wiederbesiedlung des Dorfes, das einen wichtigen Eckpfeiler der Klosterherrschaft bildete. Die Äbte Benedikt II. Weidenbusch und insbesondere Plazidus Büchs förderten die Wiederansiedlung von Bewohnern in Düllstadt. So erhielt das kleine Dorf im Jahr 1688 mit der Michaelskirche auch ein neues Zentrum, das den Abschluss des Wiederaufbaus symbolisierte.

### Neuzeit: In Bayern
Die Säkularisation des Klosters Münsterschwarzach zu Beginn des 19. Jahrhunderts bedeutete einen tiefgreifenden Eingriff in die Wirtschafts- und Sozialstruktur des Schwarzacher Beckens. Zunächst kam das Dorf 1803 an Kurpfalz-Bayern, später folgte bis 1814 eine Zwischenzeit im Großherzogtum Würzburg. Erst danach stieg Düllstadt zu einer Ruralgemeinde im Königreich Bayern auf. Für Düllstadt zuständig wurde das Landgericht im nahen Volkach. Damit verlor das Dorf seine historische Anbindung an die Orte im Umfeld des ehemaligen Klosters.

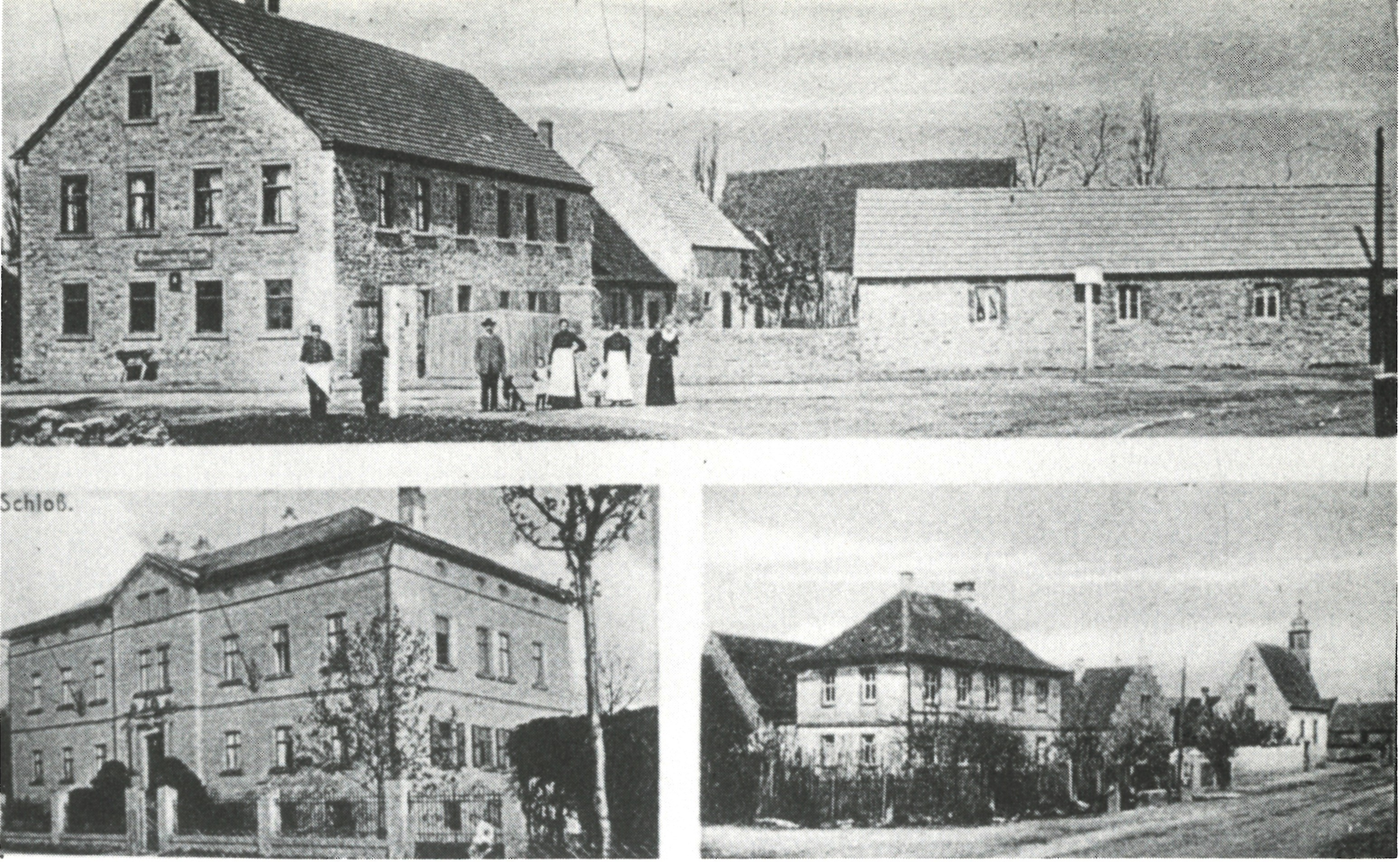
Eine Postkarte aus dem Jahr 1909

Die Mönche, die bisher jahrhundertelang ihren Schafhof im Ort unterhalten hatten, fielen als Herren weg. Der Gutshof wurde privatisiert und an verschiedene Gutsbesitzer verkauft. Besonders bedeutsam ist die Ära des Gutsbesitzers Baron Leopold von Klippstein, der 1869 Bürgerrecht in Düllstadt erhielt und am Rande des Dorfes 1888 ein schlossähnliches Gebäude errichten ließ. Ihm folgte Otto Wilhelm Rauhenzahner nach. Rauhenzahner führte wohl die Bezeichnung Schloss Düllstadt für sein Wohnhaus ein.
Im Jahr 1909 fand in Düllstadt eine landwirtschaftliche Ausstellung statt, zu der Rittergutsbesitzer Rauhenzahner den Prinzen Ludwig Ferdinand von Bayern verpflichten konnte. Der hohe Besuch wurde von der Bevölkerung begrüßt und eine Militärkapelle wurde zur musikalischen Unterhaltung eingesetzt. Rauhenzahner wollte durch den Empfang seine Erhebung in den Adelsstand vorantreiben. Allerdings gelang die angestrebte Nobilitierung nicht.
Im Ersten Weltkrieg hatte Düllstadt insgesamt sieben Gefallene zu beklagen, mit fünf Toten und fünf Vermissten starben im Zweiten Weltkrieg noch mehr Männer aus Düllstadt auf den Schlachtfeldern in Europa. Am Ostermontag 1945 errichtete der Volkssturm eine Panzersperre auf der Castellbachbrücke im Ortskern, viele Frauen und Kinder unterstützten die Soldaten. Ein amerikanisches Flugzeug eröffnete daraufhin das Feuer auf die Menschenmenge. Der Angriff führte zu mehreren Verwundeten, die im Lazarett Münsterschwarzach behandelt wurden.
Nach dem Zweiten Weltkrieg wandelte sich das Bild der kleinen Gemeinde. Hatten noch 1950 insgesamt 21 Bauernhöfe im Ort bestanden, wurde Düllstadt mehr und mehr zur Auspendlergemeinde in die Industriebetriebe nach Kitzingen und Würzburg. Kleinere Betriebe siedelten sich auch im Ort selbst an, dessen Bevölkerung durch die Ausweisung von Neubaugebieten wuchs. Am 1. Oktober 1973 wurde Düllstadt zusammen mit Gerlachshausen und Münsterschwarzach in die Gemeinde Schwarzach am Main eingemeindet.

### Ortsname
Der Ortsname von Düllstadt ist eng mit der Geschichte des Dorfes verbunden. Wahrscheinlich gibt der Name einen Hinweis auf das frühere Erscheinungsbild des Ortes, denn „Tullstat“, wie es in der wohl ersten Erwähnung des Jahres 918 heißt, könnte eine von einem Bretterzaun, einem sogenannten Gedüll, umschlossene Stätte meinen. Der Name verweist mit seiner Endung -stadt auf die merowingisch-fränkischen Siedler des Frühmittelalters.
In Mittelalter und Früher Neuzeit war der Name großen Veränderungen unterworfen. Tauchte 918 noch die Bezeichnung Tullinestat auf, war im 10. und 11. Jahrhundert von Düllistet oder Dülstat die Rede. Eine Urkunde des 14. Jahrhunderts spricht von Tüllstatt. Noch im 18. Jahrhundert wechselten die Bezeichnungen. So wurde zeitweise von Dillstadt oder Döllstadt geredet. Erst in einer Rechnung von 1792 tauchte Düllstadt erstmals auf. Von den Orten der Umgebung werden die Düllstadter scherzhaft Sandhasen (mainfränkisch Sond'hoosn) genannt, was auf die andere Bodenzusammensetzungen mit höheren Sandanteilen in der Gemarkung anspielt.

### Verwaltung und Gerichte
| Die folgenden Verwaltungseinheiten waren Düllstadt übergeordnet. - bis um 1306: Grafen zu Castell - bis 1803: Kloster Münsterschwarzach im Hochstift Würzburg - bis 1862: Landgericht älterer Ordnung Volkach im Untermainkreis, ab 1837 Unterfranken - bis 1872: Bezirksamt Volkach in Unterfranken - bis 1972: Bezirksamt Gerolzhofen, ab 1939 Landkreis Gerolzhofen in Unterfranken - ab 1972: Landkreis Kitzingen in Unterfranken | Gerichtlich unterstand Düllstadt folgenden Instanzen. - bis 1803: Zentgericht Stadtschwarzach im Hochstift Würzburg - bis 1862: Landgericht älterer Ordnung Volkach - bis 1879: Landgericht Volkach - bis 1966: Amtsgericht Volkach im Landgerichtsbezirk Schweinfurt - bis 1973: Amtsgericht Gerolzhofen im Landgerichtsbezirk Schweinfurt - ab 1973: Amtsgericht Kitzingen im Landgerichtsbezirk Würzburg |

## Politik

### Vom Bürgermeister zum Ortssprecher
Über die innerdörfliche Ordnung der Vergangenheit ist aus Düllstadt kaum etwas bekannt. Wahrscheinlich war der Ort wie vergleichbare Gemeinden im Umland organisiert. Die Bevölkerung wählte aus ihren Reihen einen Bürgermeister oder Vorsteher, der allerdings gegenüber der Obrigkeit keinerlei Befugnisse innehatte, sondern lediglich als Ansprechpartner fungierte. Ihm gegenüber stand der weitaus mächtigere Schultheiß, der vom Grundherren eingesetzt wurde.
Mit dem Übergang an Bayern zu Beginn des 19. Jahrhunderts erhielt Düllstadt dann einen gewählten Ortsvorstand. Die Bezeichnung des Vorsitzenden dieser Repräsentanten wechselte zunächst, ab der Mitte des 19. Jahrhunderts etablierte sich auch für die kleineren Dörfer die Bezeichnung Bürgermeister. Der Bürgermeister rekrutierte sich zumeist aus den angesehenen Familien des Ortes, seine Amtszeit war wesentlich kürzer als in den Nachbarorten.
| Franz Weckert    | 1895–1905 | Erste Amtszeit                |
| N. Kohler        | 1905–1910 |                               |
| N. Pfannes       | 1910–1918 |                               |
| Franz Weckert    | 1918–1925 | Zweite Amtszeit               |
| Johann Pauly     | 1925–1935 |                               |
| Wolfgang Thomann | 1935–1945 |                               |
| Johann Kohler    | 1945–1959 |                               |
| Oskar Ankenbrand | 1959–1970 |                               |
| Max Schwanfelder | 1970–1973 | * 27. November 1927, Landwirt |

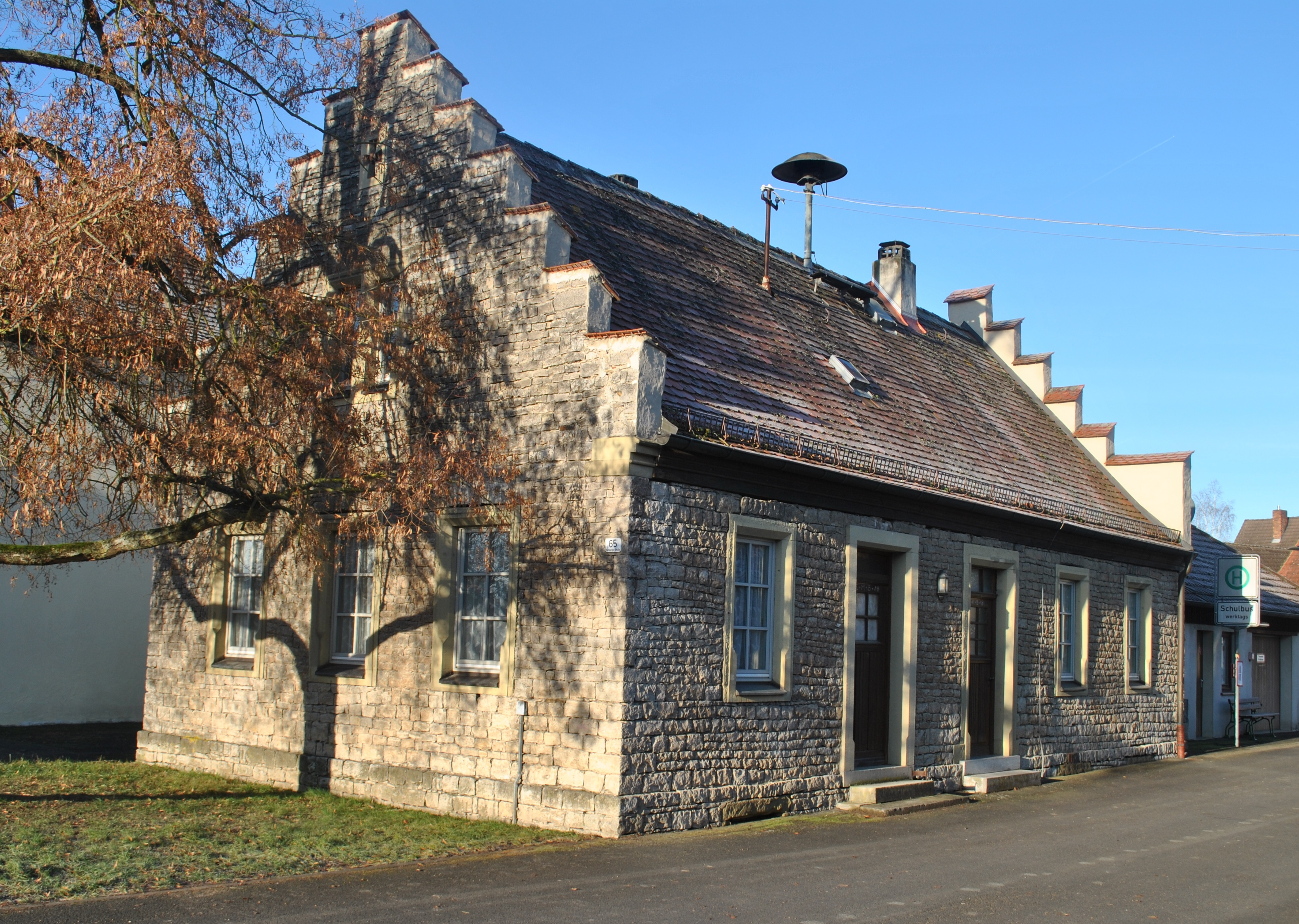
Das ehemalige Rathaus an der Bamberger Straße

Nach dem Verlust der jahrhundertealten Eigenständigkeit in den 1970er Jahren erhielten die ehemals selbstständigen Orte des Schwarzacher Beckens einen Ortssprecher, der sich um ihre Vertretung im neuen Gemeinderat kümmern sollte. Erster Ortssprecher wurde Altbürgermeister Max Schwanfelder, der Düllstadt von 1974 bis 1978 vertrat. Ihm folgte ab 1979 Günter Wich nach. Statt eines Ortssprechers ist heute Heiko Bonsack als Gemeinderat Ansprechpartner für die Düllstadter.

### Einwohnerentwicklung
Konkrete Einwohnerzahlen liegen für Düllstadt erst aus dem 19. Jahrhundert vor. 1840 lebten 163 Menschen in dem Dorf, die Zahlen veränderten sich bis zur Jahrhundertwende immer wieder leicht, so wurde 1864 mit 136 Individuen ein Allzeittief erreicht. Bis 1910 war die Bevölkerung wieder auf 168 Menschen angewachsen. Zu diesem frühen Zeitpunkt der statistischen Erhebungen, blieb auch der Häuserbestand in Düllstadt über Jahrzehnte gleich, sodass nur die Geburtenzahlen die Schwankungen hervorriefen.
In den 1920er Jahren erreichte man 192 Einwohner und es gelang fast die 200er-Marke zu knacken. Allerdings sanken die Zahlen durch die Weltwirtschaftskrise wieder. Erst nach dem Zweiten Weltkrieg, durch den Zuzug vieler Flüchtlinge und Vertriebener, wuchs die Bevölkerung in Düllstadt signifikant. In den folgenden Jahrzehnten verließen vieler dieser unfreiwilligen Bewohner das Dorf allerdings wieder. Nun wurden Neubaugebiete errichtet, die die Einwohnerzahlen ab den 1970er Jahren konstant über 200 Personen hielten. Das Allzeithoch wurde 1987 mit 288 Bewohnern erreicht.
| Jahr | Einwohner | Jahr | Einwohner | Jahr | Einwohner |
| ---- | --------- | ---- | --------- | ---- | --------- |
| 1840 | 163       | 1910 | 168       | 1961 | 201       |
| 1864 | 136       | 1925 | 192       | 1970 | 182       |
| 1885 | 165       | 1939 | 161       | 1987 | 288       |
| 1900 | 145       | 1950 | 266       | 2018 | 276       |

## Kultur und Sehenswürdigkeiten

### Baudenkmäler

#### Michaelskirche

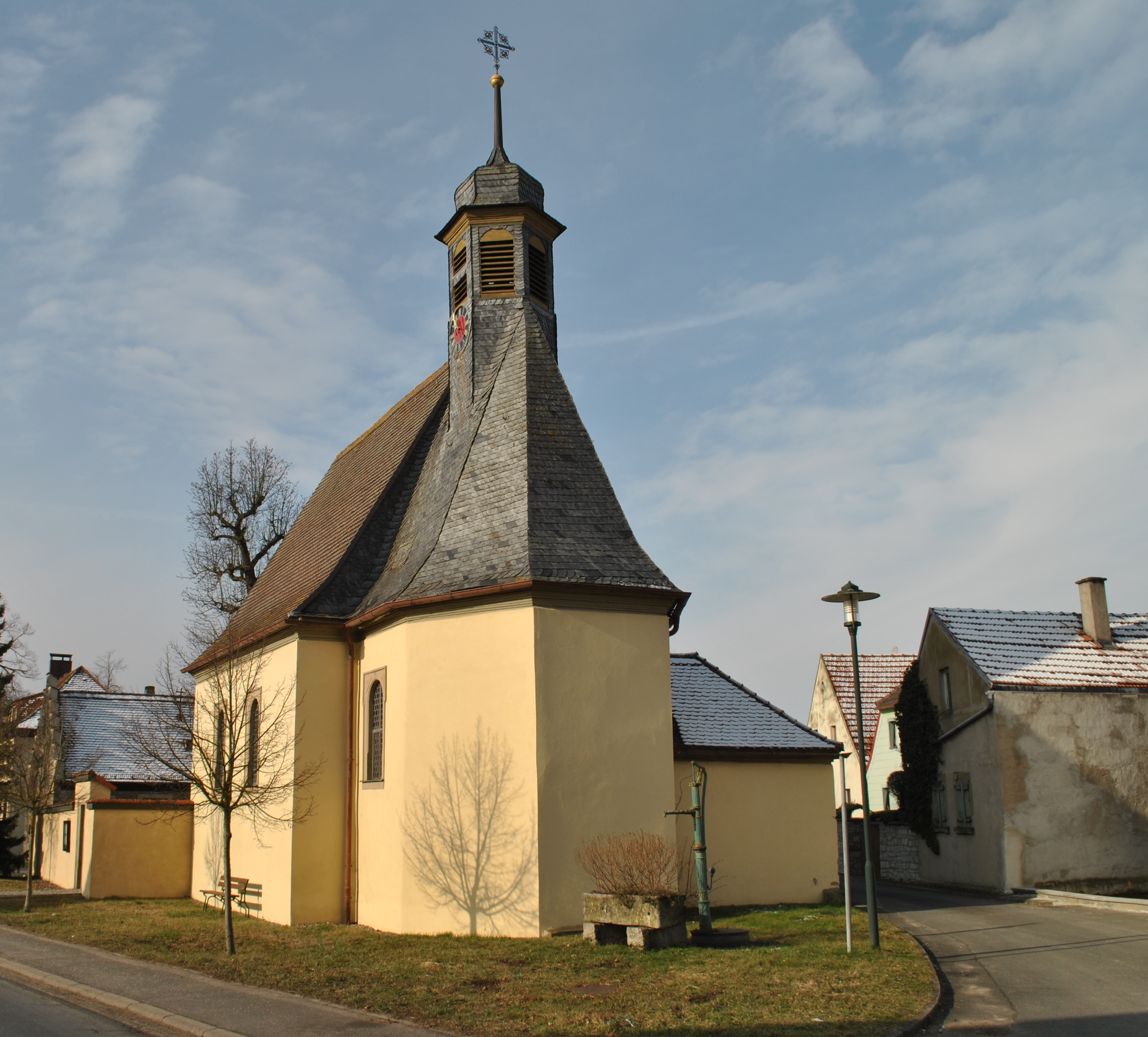
Die Kirche St. Michael

Die katholische Filialkirche an der Bamberger Straße 67 bildet noch heute den Mittelpunkt des Dorfes. Ein Gotteshaus in Düllstadt bestand lange Zeit nicht, erst nach den Zerstörungen des Dreißigjährigen Krieges begann man über eine Kirche nachzudenken. Der Abt von Münsterschwarzach förderte die Neuansiedlung von Bewohnern auch durch den Bau der Kirche. Sie wurde am 29. September 1688 eingeweiht. In der Folgezeit erfuhr das Gotteshaus mehrere An- und Umbauten. So wurde zu Beginn des 19. Jahrhunderts der Friedhof aus dem Kirchhof an den Ortsrand verlegt. Heute ist die Kirche Teil der Großpfarrei Schwarzach.
Die Kirche ist ein kleiner Saalbau mit eingezogenem, polygonalem Chor. Oberhalb des Chores sitzt ein sechsseitiger Dachreiter, der mit einer Kuppel abschließt. Der Chor wurde im Inneren mit einem Tonnengewölbe errichtet. Die Ausstattung des Gotteshauses ist vielfältig und weist Objekte aus allen Jahrhunderten seit der Errichtung auf. Besonders wertvoll ist ein Stein, der wohl aus der Egbertkirche von Münsterschwarzach stammt und mit der Inschrift „Wolfgangnus Abbas Anno Domini 1557“ verziert wurde.

#### Ehemalige Mühle
Die ehemalige Klostermühle im Mühlweg am Rande des Ortes kann als das älteste Gebäude Düllstadts bezeichnet werden. Bereits im 13. Jahrhundert wurde es erstmals urkundlich erwähnt. Während des Mittelalters bestand in den Räumlichkeiten der münsterschwarzachische Amtshof, der von den Mönchen verwaltet wurde. Zu Beginn des 18. Jahrhunderts entstand das heutige Gebäude nach einem Brand. Nach der Säkularisation im Jahr 1803 kam das Anwesen in private Hände und wurde zu einer Mühle umgewandelt.
Die Mühle präsentiert sich als zweigeschossiger Mansarddachbau mit herrschaftlichem Äußeren. Die Fenster des Gebäudes sind geohrt, die Ecken schließen mit Pilastern ab. Ein Geschossgesims trennt das Unter- vom Obergeschoss. Das Hoftor der Anlage, das zum Grundstück vermittelt, weist eine große Durchfahrt und einen kleineren Durchgang auf. Ähnlich wie das Haupthaus wurde das Hoftor mit Eckpilastern ausgestattet. Neben der Mühle wurde auch ein Sägewerk in den Baulichkeiten betrieben.

#### Privathäuser und Kleindenkmäler
Mehrere Baulichkeiten haben sich in Düllstadt erhalten, die Zeugnis vergangener Jahrhunderte sind. Insbesondere prächtige Hoftore sind typisch für Düllstadt. Mit der Jahreszahl 1732 bezeichnet ist die Tür der ehemaligen Lohmühle in der St.-Michael-Straße 10. Die Mühle produzierte Lohe für die Gerbereien und die Besitzer stiegen zu einigem Reichtum auf, sodass sie ihre Arbeitsstätte mit einem geohrten Portal mit Oberlicht ausstatten konnten. Das gleiche Grundstück beherbergt außerdem eine Immaculata-Figur, die mit der Jahreszahl 1779 im Sockel aufgestellt wurde.

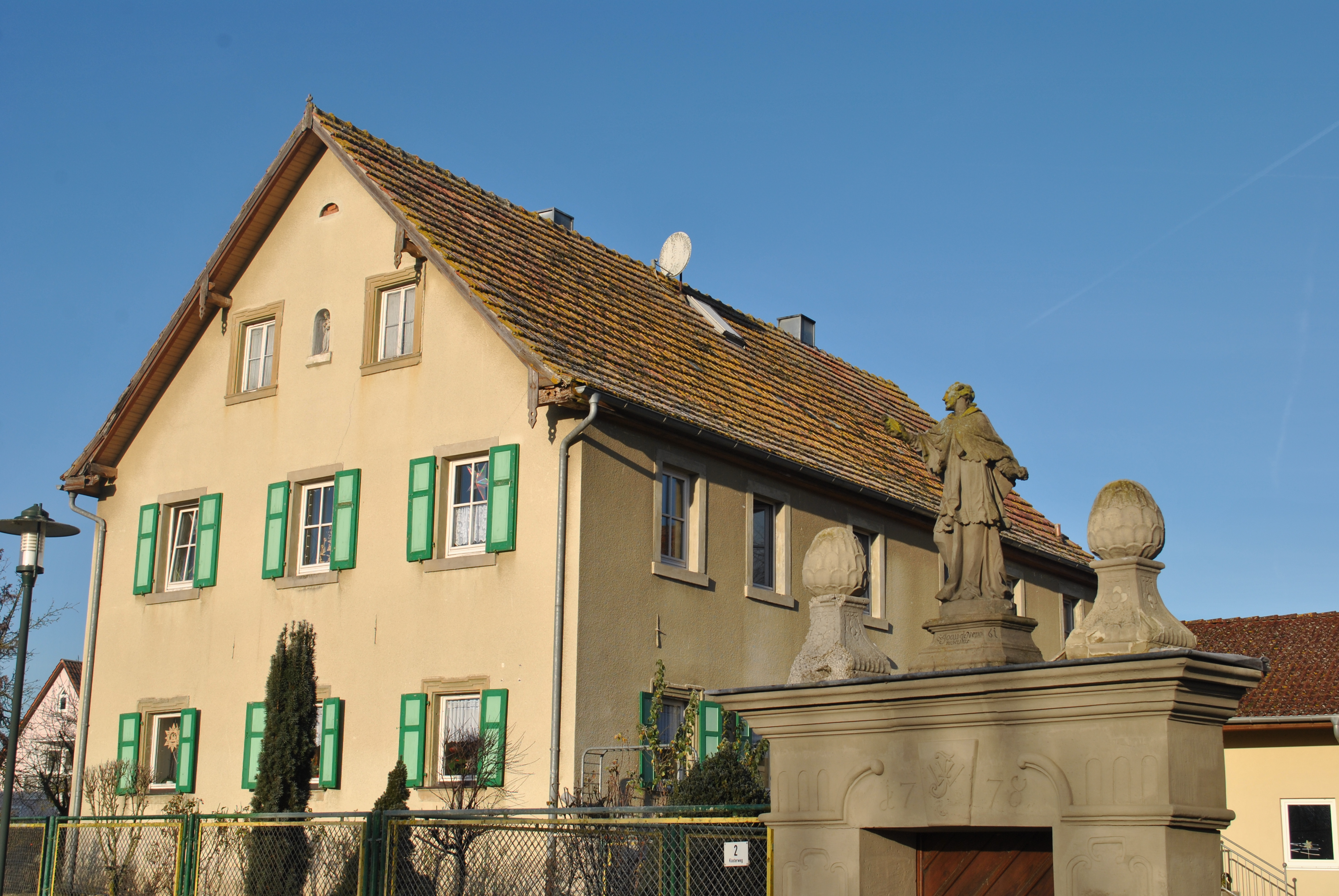
Vierseithof und Hoftor im Klosterweg 2

Historisch bedeutsam ist der ehemalige Schafhof im Mühlweg 1. Er entstand wohl um 1732 als eingeschossiger Satteldachbau mit einem Treppengiebel. Ähnlich wie der ungleich größere Gutshof blieben seine Bruchsteine unverputzt. Dem Anwesen vorgebaut ist ein Hoftor mit einem halbrunden Aufsatz, der mit 1732 bezeichnet ist. Jünger ist dagegen das Bauernhaus in der Bamberger Straße 58. Es geht mit seinem Mansardsatteldach auf die letzten Jahrzehnte des 18. Jahrhunderts zurück. Das Haus ist eingeschossig und wurde lange Zeit von der Familie Weckert bewohnt. Heute lebt die Familie Dorsch in dem Anwesen.
Ein alter fränkischer Vierseithof hat sich am Klosterweg 2 erhalten. Das zweigeschossige Wohnhaus aus dem 18. Jahrhundert besitzt teilweise geohrte Fensterrahmungen. Die Scheunen und Nebengebäude sind wesentlich schlichter gehalten. Charakteristisch für das Haus ist allerdings das Hoftor, das 1778 entstand. Eingerahmt von zwei Vasenaufsätzen thront über dem Durchgang eine Figur des heiligen Johannes Nepomuk. Die Figur des Brückenheiligen gelangte vielleicht von der nahen Castellbach-Brücke hierher.
Das jüngste Baudenkmal in Düllstadt ist der in der Bamberger Straße 50 gelegene ehemalige Gutshof. Er entstand an dieser Stelle in den 1920er und 1930er Jahren und wurde, ähnlich wie das Rathaus und der schwarzachische Schafhof mit Treppengiebeln errichtet. Die langgestreckte Hofanlage gruppiert sich um einen Innenhof. Lediglich ein Bildstock wird noch heute in Düllstadt als Baudenkmal geführt. Es handelt sich um das sogenannte Stifter-Marterl von 1680. Der Aufsatz stellt eine Pietà dar, auf der Rückseite haben sich die namensgebenden Stifter verewigt.

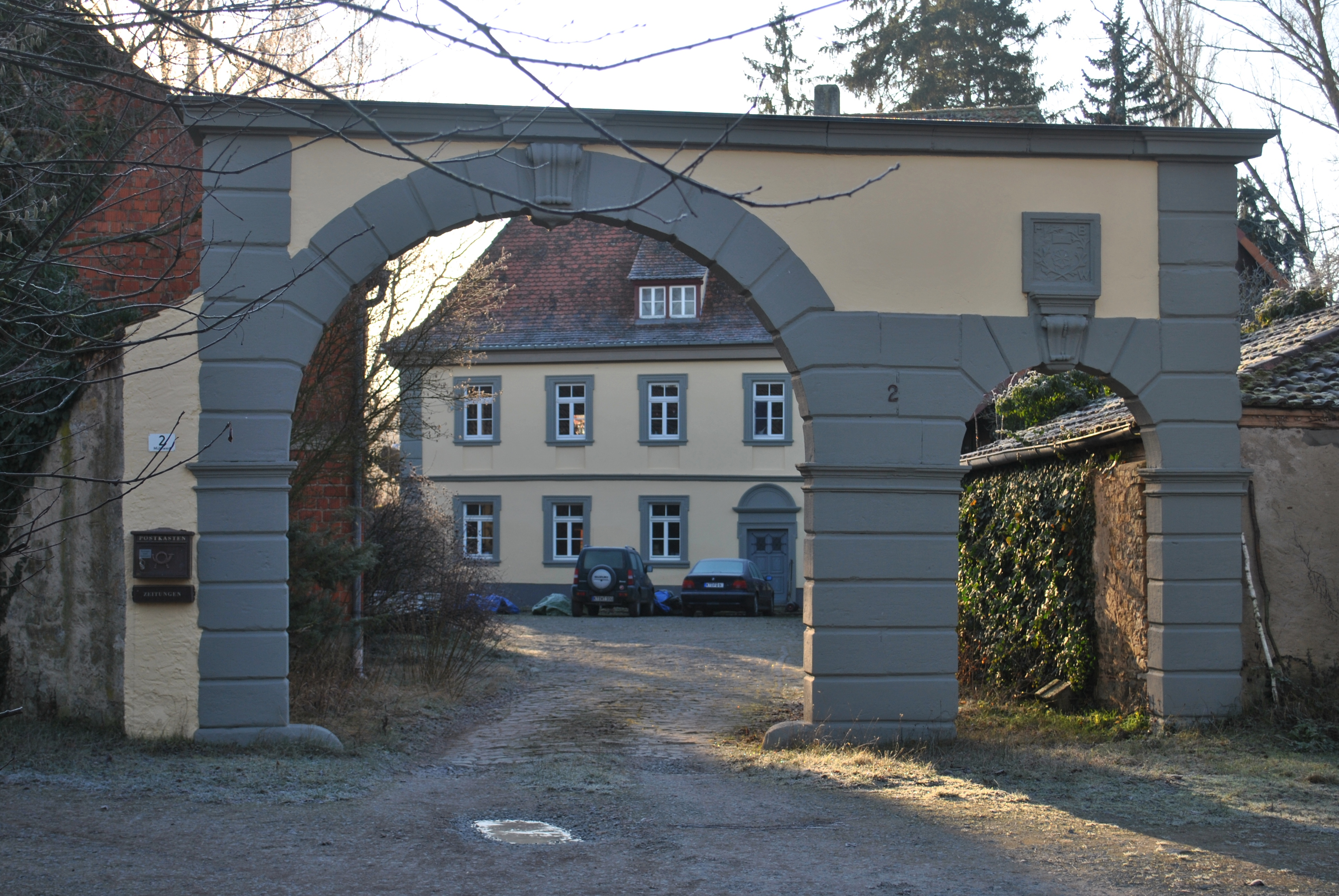
Klostermühle am Rande des Dorfes
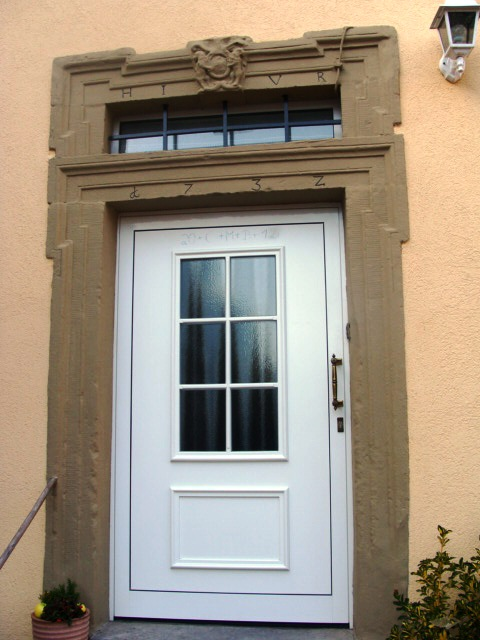
Türrahmung der ehemaligen Lohmühle
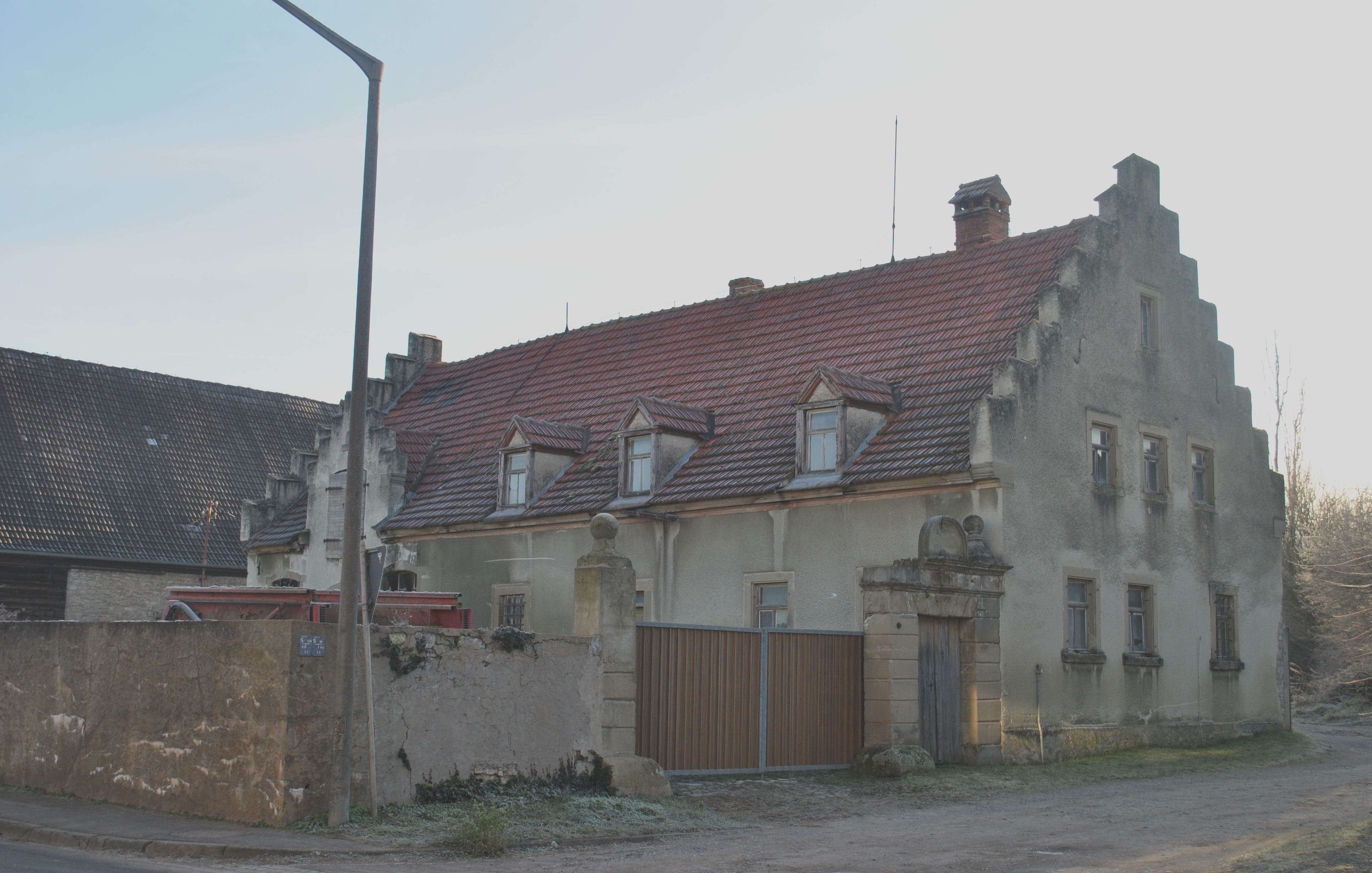
Ehemaliger Schafhof im Mühlweg
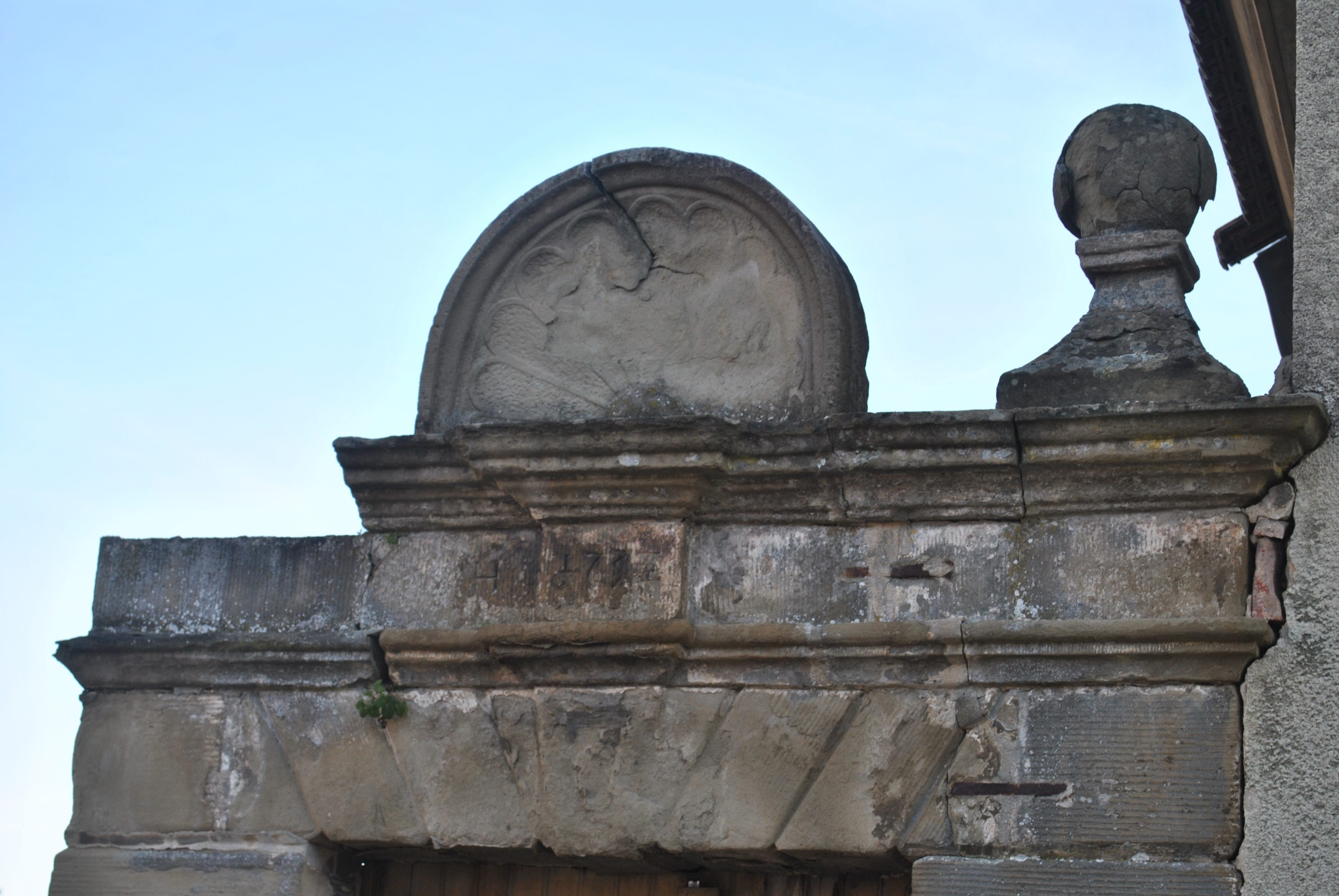
Portal des Schafhofes
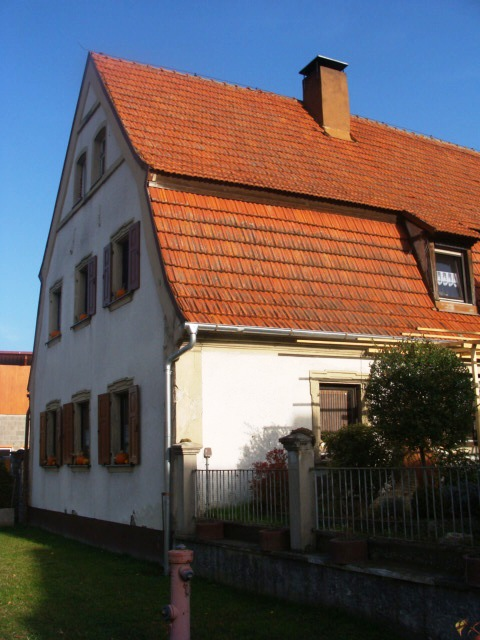
Bauernhaus in der Bamberger Straße 58
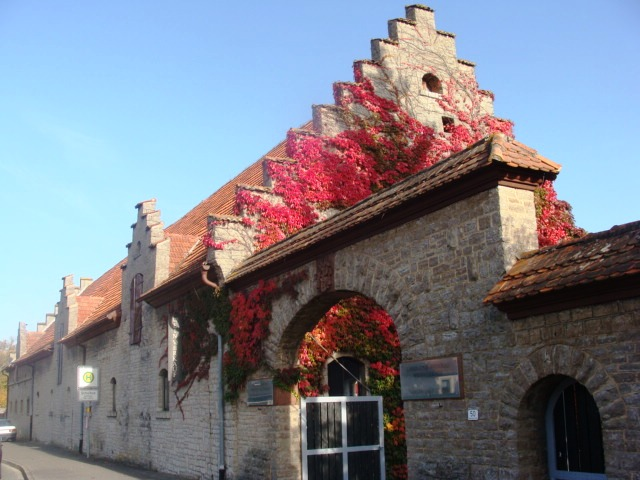
Ehemaliger Gutshof
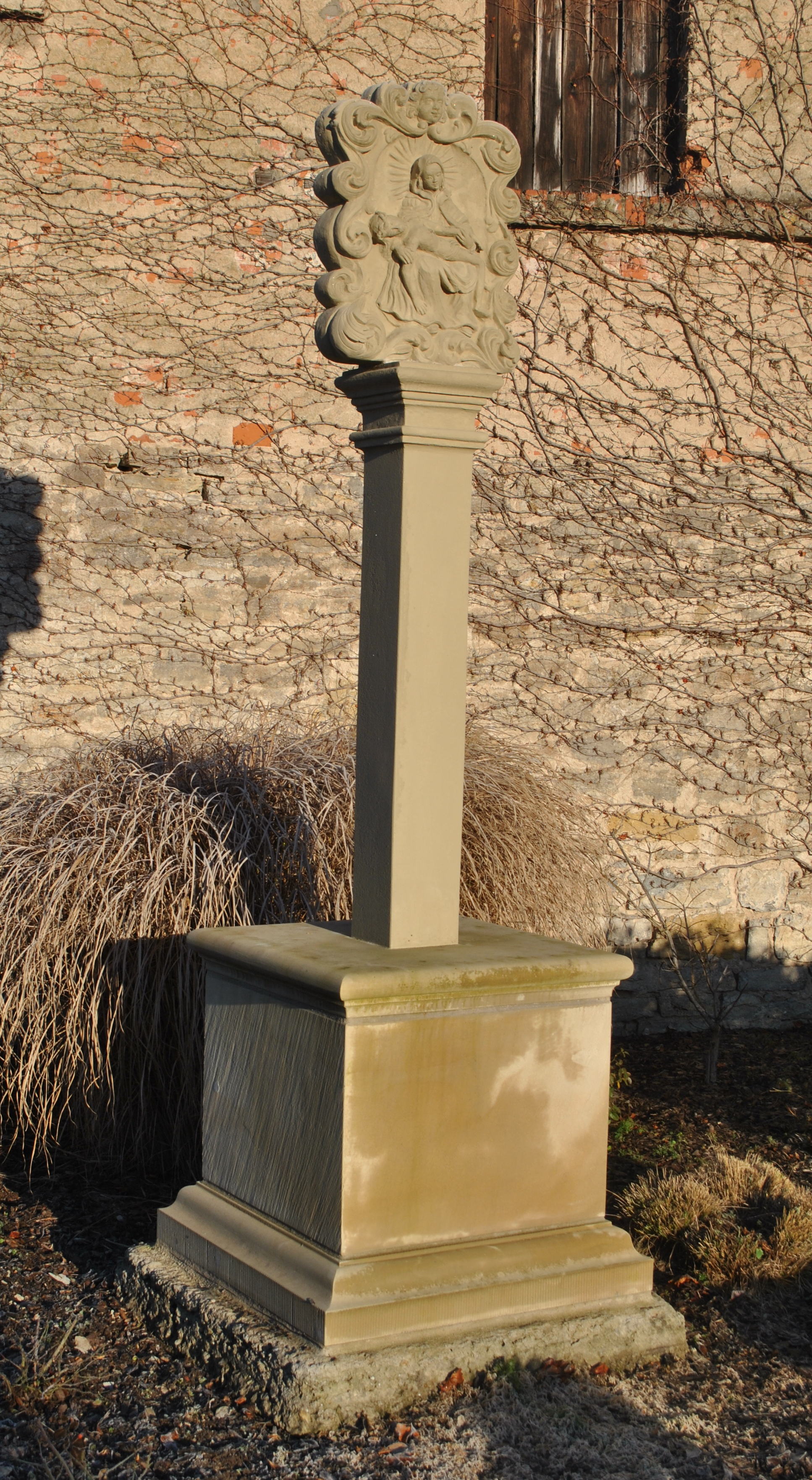
Bildstock mit Pietà

### Wasenmeisterei
Die Höfe einer ehemaligen Wasenmeisterei befinden sich im Norden der Düllstadter Gemarkung und waren bis in die 1970er Jahre ein eigenständiger Ortsteil von Reupelsdorf. Bereits seit dem Mittelalter existierten Einzelhöfe abseits der Dörfer, die von den sogenannten Wasenmeistern oder Abdeckern bewohnt wurden. Sie waren von der Obrigkeit dazu verpflichtet, die Tierkadaver ihres Bezirks zu sammeln, zu entfernen und wiederzuverwerten. Die Geruchsbelästigung und die Krankheitsgefahr führten dazu, dass die Wasenmeister zu den unehrlichen Berufen gerechnet wurden.
Zwischen Reupelsdorf und Düllstadt richtete man wohl im 18. Jahrhundert eine solche Wasenmeisterei ein, 1799 wurde erstmals der Wasenmeister Johann Jörg Beck erwähnt, der wohl auch als Erbauer der Baulichkeiten benannt werden kann. Im Jahr 1820 betrieb Michael Sedelmayer die Meisterei, er wurde vor 1869 von Johann Beck abgelöst. Anschließend gelangte mit Georg Philipp Ungemach die Familie Ungemach an die Anlage, sie ist bis heute im Besitz der ehemaligen Wasenmeisterei. Im Zuge der Gemeindegebietsreform gelangte der Hof in die Gemarkung von Düllstadt.

### „Schloss“ Düllstadt
In der Bamberger Straße 60 hat sich das sogenannte Schloss am Rande des Dorfes erhalten. Es ist nicht als Baudenkmal eingeordnet und diente auch nie als Herrschaftssitz. Den Namen Schloss (oder umgangssprachlich Schlössla) erhielt das Gebäude lediglich von seiner Errichtung durch einen Adeligen. Im Jahr 1888 ließ Baron Leopold von Klippstein das Anwesen als Wohnsitz für seine Familie errichten. Anschließend besaßen das Geschwisterpaar Maria und Christian Jordan aus Repperndorf das Schloss.
Maria Jordan vererbte den Bau nach dem Tod ihres Bruders an ihren Sohn aus erster Ehe, Otto Wilhelm Rauhenzahner. Rauhenzahner bezeichnete sich selbst als Rittergutsbesitzer und schmückte die Geschichte seines Wohnhauses weiter aus. So sollen bereits die Grafen von Schönborn das Schloss in Düllstadt erbaut haben. Rauhenzahner verschuldete sich in der Folgezeit und musste das Anwesen 1930 versteigern. Es wurde von Jakob Bühler, dem Direktor der Südzucker AG, für 140.000 Reichsmark erworben.
Während des Zweiten Weltkriegs stand das Schloss leer und verfiel. Zeitweise war hier ein Lazarett untergebracht, ebenso bezogen Flüchtlinge das Anwesen, das damals Anni Lang gehörte. 1970 erwarb Familie Spies das Schloss, das von einem großen Park umgeben war. Sie richteten in den Räumlichkeiten ein Gasthaus mit Fremdenzimmern ein. 1975 wurden im Anwesen Wohnungen eingerichtet. In der Folgezeit wechselte die Nutzung häufiger. 1997 wurde der ursprünglich zum Schloss gehörige Gutshof im Ort getrennt verkauft. Familie Spies verkaufte 1994 das Haus an die Gebrüder Wolz. Heute besteht in den Räumlichkeiten eine Jugendeinrichtung.
Das Schloss besitzt einen einfachen Rechteckgrundriss und schließt mit einem flachen Walmdach ab. Es besitzt zwei Geschosse, der Eingang wird von einem Risalit mit Giebelbetonung markiert. Die Sandsteinfassade wird lediglich von einigen Gurtgesimsen gegliedert. Vier Fensterachsen wurden an den Schmalseiten angebracht, während die Längsseite von insgesamt sieben Fensterachsen durchlichtet wird. Auf der Rückseite baute man im 20. Jahrhundert einen Wintergarten in nachbarocken Formen an. Der ursprünglich vorhandene Park ist fast verschwunden, die Bausubstanz ist weitgehend dem Verfall preisgegeben.

### Regelmäßige Veranstaltungen
Mehrere, regelmäßige Veranstaltungen prägen den Jahresablauf in Düllstadt. Als älteste solcher Veranstaltungen kann der sogenannte Feldgeschworenentrunk bezeichnet werden, der allerdings nicht auf ein Datum festgelegt ist. Bei der Amtseinführung eines neuen Siebeners in Düllstadt wird ein Fest mit Umtrunk veranstaltet. Die Feldgeschworenen oder Siebener durchqueren noch heute einmal jährlich die Hälfte der Gemarkung, um die Setzung der Grenzsteine zu überprüfen.
Jünger ist dagegen die Tradition des Maibaumaufstellens am 1. Mai, wenn eine Birke vor der Michaelskirche Aufstellung findet. Typisch fränkisch ist der Brauch, dass die Dorfjugend während der ruhigen Pfingstzeit mit sogenannten Leiern durch das Dorf läuft und um kleine Geschenke bittet. Außerdem wird jährlich am 29. September das Patronatsfest der Kirche St. Michael begangen. Seit 1976 existiert außerdem das sogenannte Sandhasenfest, das in seinem Namen den Ortsnecknamen von Düllstadt selbstironisch aufgreift.

## Wirtschaft und Infrastruktur

### Wirtschaft
Wirtschaftlich ist Düllstadt heute weitgehend in den Strukturen der Gemeinde Schwarzach am Main aufgegangen. Ähnlich wie in den Nachbarorten pendelt man in die großen Industriebetriebe nach Kitzingen oder Würzburg aus. Die Land- und Viehwirtschaft, die jahrhundertelang den Ort prägte, spielt keine große Rolle mehr. 2018 existierten noch zwei Vollerwerbslandwirte, daneben entstanden Nebenerwerbsbauernhöfe in den immer noch für die Landwirtschaft ausgelegten Baulichkeiten des Altortes. Die Gärtnerei Hartmann bildet mit ihren Gewächshäusern entlang der Atzhäuser Straße den markantesten Betrieb im Dorf. Sie bewirtschaftet 12 Hektar Fläche.
1922 versuchte ein Unternehmer bereits in Düllstadt eine Ketchup-Fabrik zu gründen, der Versuch misslang allerdings. Durch die verkehrliche Anbindung der Bundesstraße 22 und die Nähe zur Bundesautobahn 3 entstanden aber in den ersten Jahrzehnten des 21. Jahrhunderts mehrere Dienstleistungsbetriebe vor Ort. So bestehen ein ambulanter Pflegedienst, ein Reifengeschäft und ein Ingenieurbüro für landwirtschaftliche Feldversuche in Düllstadt.

### Infrastruktur
Düllstadt wird von der Bundesstraße 22 durchquert, deren Vorgänger bereits in Mittelalter und Früher Neuzeit zwischen Würzburg-Schwarzenau-Bamberg vermittelte. Im Ort wird die Fernverkehrstrasse Bamberger Straße genannt, was auf das Ziel der Strecke verweist. Die Straße überquert den Castellbach im Ortsgebiet. Parallel zur Bundesstraße verläuft von Stadtschwarzach ein regionaler Radweg durch das Dorf. Bedeutsam ist auch die Staatsstraße 2421, die in Düllstadt in die Bundesstraße mündet und im Dorf Atzhäuser Straße genannt wird.
| Name          | Amtszeit   |
| N. Matei      | –nach 1924 |
| Franz Volk    | 1927–1963  |
| Joseph Michel | 1963–1965  |

Heute besteht in Düllstadt keine Schule mehr. Der Ort ist Teil des Grundschulsprengels Schwarzacher Becken, die Schule wurde 1965 aufgelöst. Das heute noch bestehende Schulhaus neben dem Rathaus und der Kirche wurde in den Jahren 1823 bis 1825 errichtet. In den 1860er Jahren erhielt die Schule einen großen Schulgarten, der sogar eine Baumschule umfasste. 1910 erweiterte man das Schulhaus um einen Lehrsaal. Zuletzt bestand eine Einklassenschule in Düllstadt.
Düllstadt liegt im Sprengel des Mittelschulverbundes Dettelbach-Volkach und ist der Rudolf-von-Scherenberg Mittelschule in Dettelbach zugeordnet. Weiterführende Schulen können mit der Mädchenrealschule in Volkach und mit der Realschule in Dettelbach besucht werden. Gymnasien gibt es in Münsterschwarzach (Egbert-Gymnasium), Volkach-Gaibach (Franken-Landschulheim Schloss Gaibach), Wiesentheid (Steigerwald-Landschulheim) und Kitzingen (Armin-Knab-Gymnasium).
Trotz der geringen Größe des Dorfes existieren in Düllstadt mehrere Vereine, die den dörflichen Alltag prägen. Älteste dieser Vereinigungen ist die Freiwillige Feuerwehr, die bereits 1874 gegründet wurde und damit die älteste solcher Wehren im Schwarzacher Becken ist. Offiziell anerkannt wurde die Feuerwehr allerdings erst am 11. März 1875. Im Jahr 2017 wurde die Feuerwehr Düllstadt wegen Personalmangels als Löschgruppe mit der von Hörblach zusammengelegt. Das Feuerwehrhaus befindet sich nahe der Kirche.
Bedeutend für die kulturelle Identität der Düllstadter ist der 1981 gegründete Sandhasenverein. Er setzt sich unter anderem für die Dorfverschönerung ein, fördert die Landschaftspflege und organisiert Festlichkeiten im Dorf. Außerdem sorgt er für die Erhaltung der Bildstöcke und Kleindenkmäler. Daneben spielt die Jagdpacht für den Ort mit ehemaligem Gutshof eine historische Rolle. Ein Seniorenstammtisch wurde für die älteren Mitbürger organisiert.